# Keleti marhavész
A keleti marhavész egy járványos vírusos megbetegedés, mely elsősorban a szarvasmarhát, vízibivalyt és még néhány vadonélő állatfajt érintett; a legpusztítóbb állatbetegségek egyike volt. Ismert elnevezései a latin pestis bovina orientalis vagy röviden pestis bovina, illetve a német Rinderpest. A betegséget láz, szájléziók, hasmenés, limfoid nekrózis (limfocita- és nyirokcsomó-elhalás) és magas mortalitás (halálozási arány) jellemzi.

## A kórokozó
A keleti marhavész vírusa (rövidítése RPV az angol rinderpest virus elnevezésből) egy Morbillivirus, így közel áll a kanyaró és a szopornyica vírusaihoz. A nagy halálozási arány ellenére a vírus különösen érzékeny: hő, kiszáradás és napfény is gyorsan inaktiválja.

## A betegség
A halálozási arány járványok kitörésekor rendkívül magas, az immunológiailag védtelen állományban közel 100%. A betegség főként közvetlen érintkezéssel és fertőzött ivóvízzel terjed, habár levegőn keresztül is átvihető.
A betegség kezdetekor láz, étvágytalanság, az orr és szem váladékozása lép fel. Ezután szabálytalan eróziók alakulnak ki a száj- és orrüregben, valamint a nemi traktusban. Szintén gyakori tünet a székrekedést követő heveny hasmenés. A legtöbb állat az említett tünetek megjelenése után 6-12 nappal elpusztul.

## Történet

### Járványok

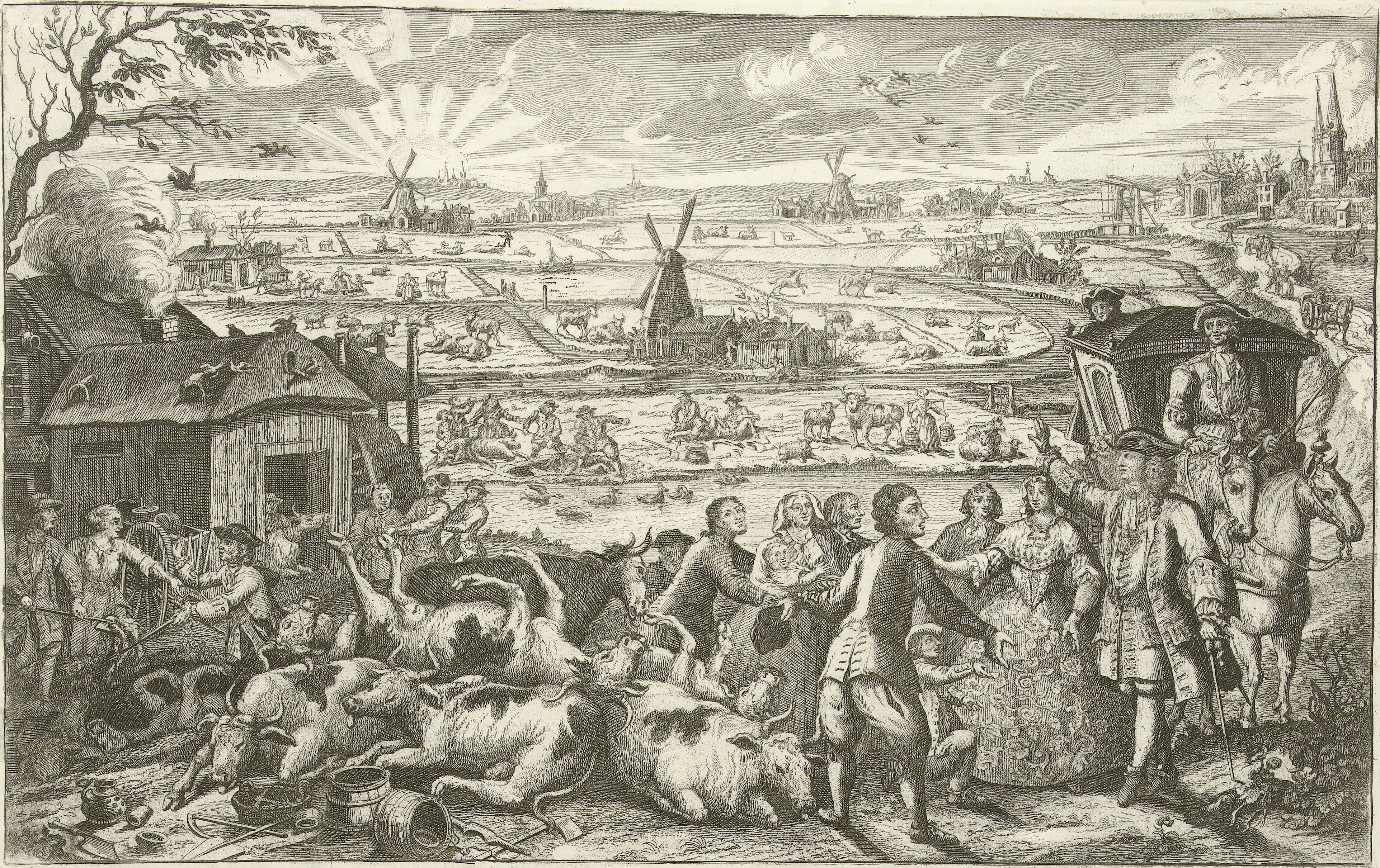
Marhavész pusztít a XVIII. századi Németalföldön

A marhavész többször felütötte a fejét a történelem során, többnyire háborúk, hadjáratok kísérőjeként. A XVIII. században Európát többször is keményen sújtotta, melyből kiemelkedik három elhúzódó (bár intenzitásában és időtartamában területenként változó) pandémia, melyek az 1709-1720, az 1742-1760. és 1768-1786. közötti időszakban tomboltak. Egy nagyobb járványkitörés 1865-1866-ban egész Nagy-Britanniát érintette. Az 1890-es évek dél- és kelet-afrikai járványa a szarvasmarha-állomány 80-90%-át elpusztította. Sir Arnold Theiler kiemelkedő szerepe volt a járványt megfékező vakcina kifejlesztésében. Az 1982-1984-es, Afrika nagy részére kiterjedő kitörés mintegy 500 millió dolláros kárt okozott az állatállományban.

### Inokuláció
A XVIII. század kezdetén a betegséget a tüneti hasonlóság miatt azonosnak tekintették a feketehimlővel. Giovanni Maria Lancisi, a pápa személyi orvosa valamennyi fertőzött és fertőzésveszélynek kitett állat leölését javasolta. Ez az eljárás nem volt népszerű és csak elvétve alkalmazták a század első felében. Később több országban sikerrel alkalmazták, habár időnként túl költségesnek és drasztikusnak tartották, így végrehajtásához erős központi kormányzatra volt szükség (ami például a Németalföldön hiányzott).
E hátrányok miatt számos próbálkozás történt az állatállomány inokulációjára, változó sikerrel, így széles körben nem terjedt el, végül a XIX. században felhagytak az alkalmazásával. Habár a marhavész komoly probléma volt, az inokuláció nem nyújtott igazi megoldást, mert sok esetben túl nagy veszteséggel járt, ráadásul fenntartotta a vírus jelenlétét a szarvasmarha-állományban. Az inokuláció úttörői mégis nagyban hozzájárultak a fertőzésekkel kapcsolatos ismeretek bővüléséhez. Kísérleteik megerősítették azt az álláspontot, mely szerint a fertőzéseket meghatározott ágens okozza, illetve elsőként ismerték fel az anyai eredetű immunitást.

#### Korai angliai kísérletek
Az első keletimarhavész-inokulációról szóló ismertetést 1754 novemberében közölték „T.S.” aláírással a Gentleman's Magazine-ban, mely egy széles körben olvasott lap volt, és amely a feketehimlő-inokuláció fejlesztését is támogatta. A rövid cikk leírta, hogy egy bizonyos Mr. Dobsen inokulálta a marháit, így tízből kilenc életben maradt. Azonban ezt a cikket a következő kiadásban visszavonták, mert valójában egy bizonyos Sir William St. Quintin végezte az inokulálást: egy beteg állat váladékába mártott anyagot helyezett az állatok nyakalji bőrlebenyén ejtett bevágásba. Ezek a közlemények felkeltették az érdeklődést az inokuláció mint megelőzési módszer használata iránt: három év múlva elvégezték az első kanyaró elleni inokulációt is.
1755-től Hollandiában is végeztek kísérleteket, melyek eredményeit szintén a Gentleman's Magazine-ban publikálták. Ahogy Angliában, itt is a feketehimlővel rokon megbetegedésnek tekintették a keleti marhavészt. Habár az itteni kísérletek jelentős sikereket hoztak, Angliában nem keltettek fel kellő érdeklődést: csak nagyon korlátozott számú inokulációt végeztek, majd 1780-tól gyakorlatilag teljesen megszűnt az angliai érdeklődés az inokuláció iránt. Innentől fogva szinte minden kísérletet Hollandiában, az észak-német államokban és Dániában végeztek.

#### További próbálkozások Hollandiában
Mivel az 1760-as évek végén egy nagyon súlyos járvány tombolt Hollandiában, a holland orvostudomány legnevesebb tudósai vettek részt a betegség elleni küzdelemben. Számos független vizsgálatot végeztek, melyek közül a legnevezetesebbek Pieter Camper groningeni (Frízföld) kísérletei. Eredményei lelkesítőek voltak, de később sajnos kivételesnek bizonyultak: a mások által Utrecht, Leeuwarden és Frízföld tartományokban végzett próbálkozások katasztrofális eredménnyel jártak. Emiatt 1769-ben a fríz hatóságok arra a megállapításra jutottak, hogy a keleti marhavészt Istennek a fríz nép bűnei miatti elégedetlensége okozta, és november 15-ére böjtöt és imádságot hirdettek. Ezzel párhuzamosan az inokuláció iránti érdeklődés is erősen lecsökkent az országban.
Ebben az igen csüggedt és szkeptikus időszakban egy groningeni autodidakta gazda, Geert Reinders folytatta a kísérleteket. Együttműködött Wijnold Munniks-szal, aki a korábbi kísérleteket ellenőrizte. Különféle inokulációs módszerekkel próbálkoztak, illetve néhány, a betegség tüneteinek enyhítésére irányuló kezelést is végeztek, jelentős eredmény nélkül. Habár az inokuláció tökéletesítését nem sikerült elérni, több hasznos megfigyelést is tettek.
Reinders 1774-ben ismét visszatért kísérleteihez, ezúttal a betegségből felgyógyult tehenektől származó borjakat inokulált. Valószínűleg ez volt az első eset az anyai eredetű immunitás gyakorlati alkalmazására. Vizsgálatainak részletes eredményeit 1776-ban publikálta, amit 1777-ben ismét kiadtak. Módszerei nem tértek el lényegesen a korábban alkalmazott inokulációs eljárásoktól kivéve, hogy azokat fiatal állatokon és három alkalommal végezte. Ez jelentősen jobb eredményeket hozott, az eredmények közlése ismét felkeltette az inokuláció iránti érdeklődést. Az 1777–1781. között inokulált állatok 89%-a maradt életben szemben a természetes fertőzés utáni 29%-os túlélési rátával.
Az 1780-as években Hollandiában is csökkent az inokuláció iránti érdeklődés, mivel maga a járvány is csillapodott.

#### Más országokban
Hollandián kívül még az észak-német államokban és Dániában alkalmazták jelentősebb mértékben az inokulációt. A kísérletek Mecklenburgban kezdődtek az 1770-es évek végi járvány idején. „Biztosító társaságok”-at hoztak létre, melyek külön erre a célra felállított „intézet”-ekben végezték az inokulációt. Habár ezek magánkezdeményezések voltak, a hatóságok teljes támogatását élvezték. Habár a szomszédos államok érdeklődéssel követték az eseményeket, Mecklenburgon kívül sohasem terjedt el ez a gyakorlat, mivel sokan még mindig ellenezték az inokulációt.
Habár voltak próbálkozások más országokban is (legkiterjedtebben Dániában), a legtöbb európai állam kényszervágásokkal küzdött a járvány ellen. Néha ez csupán minimális áldozatot követelt, máskor viszont tömegesen kellett lemészárolni az állatokat.

### A néprajzban
E. E. Evans-Pritchard dél-szudáni nuerekről szóló klasszikus művében feltételezi, hogy a nuer társadalmi szerveződésére hatással lehetett az 1930-as években dúló marhavész. Mivel a nuer pásztornép, megélhetésük mindenekelőtt az állattenyésztésre van alapozva, és a menyasszonyt is marhával váltották meg. Az árat azonban befolyásolta a marhaállomány járványok miatti csökkenése, egyúttal előtérbe került a földművelés és a kertészet.

### Vakcináció
1999-ben Walter Plowright átvehette a World Food Prize díját a marhavész elleni vakcina kifejlesztéséért. A vakcinát a vírus RBOK vonala ellen fejlesztették ki. A FAO jóslata szerint a vakcinának köszönhetően 2010-re eradikálják a marhavészt.

## Eradikáció
Már az 1900-as évek elején is sokan próbálkoztak a keleti marhavész eltüntetésével. 1924-ben a marhavészre válaszul megalapították az Állategészségügyi Világszervezetet. Az 1900-asévek közepéig minden ország saját maga próbálta meg a marhavész eltüntetését. Ehhez különféle védőoltásokat adtak be országszerte. 1950-ben megalapították az Összafrikai Epizootikai Megbetegedések Irodáját (Inter-African Bureau of Epizootic Diseases) A szervezet fő célja az volt, hogy Afrikából kiirtsa a keleti marhavész kórokozóját. Az 1960-as években a JP 15 program során megpróbálták az összes marhát beoltani a részt vevő országok területén. 1979-ben már csak egy részt vevő országból, Szudánból érkeztek a megbetegedésről szóló hírek.
1969-ben egy olyan nagyméretű járvány indult el Afganisztánból nyugat felé, hogy Ázsiában széles körben kezdték el oltani a marhákat. Ennek eredményeképpen Ázsiában India és Libanon kivételével teljes egészében sikerült eltüntetni a betegséget. Ezekben az országokban azonban még az 1980-as években is fordultak elő megbetegedések.
Mindezek ellenére az 1980-as években újabb járvány pusztított Afrikában. Ennek a központi góca Szudánban volt. A marhaállományon kívül a vadakat is tizedelte ekkor a betegség. Erre válaszul 1987-ben beindították a Pánafrikai Marhavész Programot, melynek keretei között védőoltásokkal próbálták meg felvenni a harcot a betegség ellen. Az 1990-es években Szudánon és Szomálián kívül sehol sem lehetett találkozni a keleti marhavész kórokozójával.
Az 1980-as években a Mezőgazdasági és Élelmezési Világszervezet, az OIE és a Nemzetközi Atomenergia-ügynökség támogatásával létrehozták a Keleti marhavész eradikációs programját. A program eredményeképpen az 1990-es évek végére lényegesen csökkent az egyéni megbetegedések száma.
A legutolsó megbetegedést Kenyában jelezték 2001-ben. Bár megbetegedésről nem adtak ki jelentést, sokan úgy vélik, hogy Szomáliában még ezt követően is felütötte a fejét a vírus. Legutoljára 2006-ban adtak be védőoltást, és egy 2009-es felmérés szerint nem volt nyoma az országban a fertőzésnek.
2008-ban jelentették be a tudósok, hogy nagy eséllyel a keleti marhavész lesz a himlő után a második vírus, melyet „véglegesen eltüntetnek a bolygó felszínéről”. A vírus ellenes munkálatokat világszinten összehangoló FAO szakemberei 2009. novemberében azt jelezték előre, hogy legfeljebb 18 hónap kell a vírus eltüntetéséhez.
2010. októberben a FAO bejelentette, hogy bizonyosan kijelenthető: a vírust sikeresen kiirtották. A szervezet bejelentése szerint „2010. közepi adatok szerint a vírus legutóbbi előfordulási helyein – Európában, a Közel-Keleten, az Arab-félszigeten, Ázsiában és Afrikában nyoma sincs a keleti marhavésznek.” Ha ezt hivatalosan is bejelentették, a himlő után ez lesz a második vírus, melyet az ember eltávolított a bolygóról. Az Egyesült Nemzetek Szervezete a keleti marhavész felszámolásáról szóló hivatalos bejelentést tett 2011 júniusában.

## Potenciális biológiai fegyver
A keleti marhavész egyike azoknak kórokozóknak, melyet Kanada, majd az Amerikai Egyesült Államok és a Szovjetunió is bevontak a biológiai fegyver kutatás-fejlesztési programjaikba. E programokat a XX. század végére felszámolták, a fegyvereket megsemmisítették. A marhavész vírust tartalmazó fegyverek az eddigi ismeretek alapján sohasem kerültek bevetésre.